# Sinh ngược
Sinh ngược là khi em bé được sinh thì mông hoặc chân ra trước thay vì đầu ra trước. Khoảng 3-5% phụ nữ mang thai đến kỳ (mang thai 37-40 tuần) có thai ngôi mông hoặc chân (ngược).
Hầu hết các em bé có ngôi ngược được sinh ra bằng một ca mổ lấy thai vì nó được coi là an toàn hơn so với việc sinh qua đường âm đạo. Do đó, các bác sĩ và nữ hộ sinh ở các nước đang phát triển đã mất đi nhiều kỹ năng cần thiết để hỗ trợ phụ nữ sinh ngược một cách an toàn qua đường âm đạo. Việc sinh tất cả các em bé sinh ngược bằng cách sinh mổ ở các nước đang phát triển rất khó thực hiện vì không phải lúc nào cũng có sẵn các nguồn lực để làm dịch vụ này.

## Nguyên nhân
Liên quan đến sự hiện diện của thai nhi trong thai kỳ, có phân biệt ra ba giai đoạn.
Trong giai đoạn đầu tiên, kéo dài đến tuần thai thứ 24, tỷ lệ thai nằm ngược chiều theo chiều dọc tăng lên, với tỷ lệ bằng nhau của các ca sinh ngược chân và mông. Thời kỳ này được đặc trưng bởi sự thay đổi thường xuyên của các bài thuyết trình. Các thai nhi xếp ngược trong giai đoạn này có cùng xác suất cho việc sinh ngược chân hoặc mông.
Trong giai đoạn thứ hai, kéo dài từ tuần thứ 25 đến tuần thai thứ 35, tỷ lệ xuất hiện ở mông tăng lên, với sự giảm tỷ lệ của việc sinh ngược. Thời kỳ thứ hai được đặc trưng bởi xác suất cao hơn ngẫu nhiên với việc hình thái của thai nhi trong giai đoạn này sẽ giữ cố định cho đến thời điểm sinh nở. Sự gia tăng của xác suất này là dần dần và giống hệt nhau cho các ca sinh ngược trong giai đoạn này.
Trong giai đoạn thứ ba, từ tuần thai thứ 36 trở đi, mức độ xảy ra ngôi đầu và ngôi mông vẫn ổn định, tức là ngôi đầu khoảng 3-4% còn ngôi mông khoảng 95%. Phần lớn dân số, tỷ lệ xuất hiện ngôi đầu khi sinh non tương ứng với tỷ lệ xuất hiện ngôi mông khi sinh.